# Peces líriques
Peces líriques és un conjunt de 66 obres breus per a piano que va compondre el músic noruec Edvar Grieg. Van ser publicats en 10 volums diferents entre 1867 i 1901 amb el títol de Lyriske stykker. Es troben entre les seves obres més conegudes. Segons el pianista Andrei Gavrilov, les peces líriques són "un tipus de diari molt especial que Grieg va mantenir al llarg de la seva vida, o una confessió, perquè reflecteixen els moments més íntims de la vida del compositor".
L'obra es caracteritza per formats breus, títols molt descriptius i al·lusions nacionalistes, melodies amables i plena de substàncies poètic. Aquestes obres es poden entendre com un conjunt de miniatures noruegues, ja que totes i cadascuna d'elles traspuen un estil que identifica Grieg en gairebé tota la seva obra sent fidels als ritmes, danses i melodies tradicionals. Durant molt de temps aquestes peces van estar relegades com a obres menors o no més enllà d'un repertori per a intèrprets aficionats.
Aquests volums juntament amb el seu Concert per a piano en la menor el van situar com el compositor més important de Noruega i un dels responsables de situar Escandinàvia al mapa musical, juntament amb Sibelius i Nielsen. La seva exploració de la música folklòrica noruega i la seva col·laboració amb escriptors noruecs el van portar a desenvolupar un estil nacionalista.
Malgrat que en moltes ocasions va ser titllat de miniaturista, aquest repertori es troba entre les seves cançons líriques i els seus excel·lents peces instrumentals.